# Catedral de Concepción (Chile)
36° 49′ 39,1″ S, 73° 03′ 04,71″ O

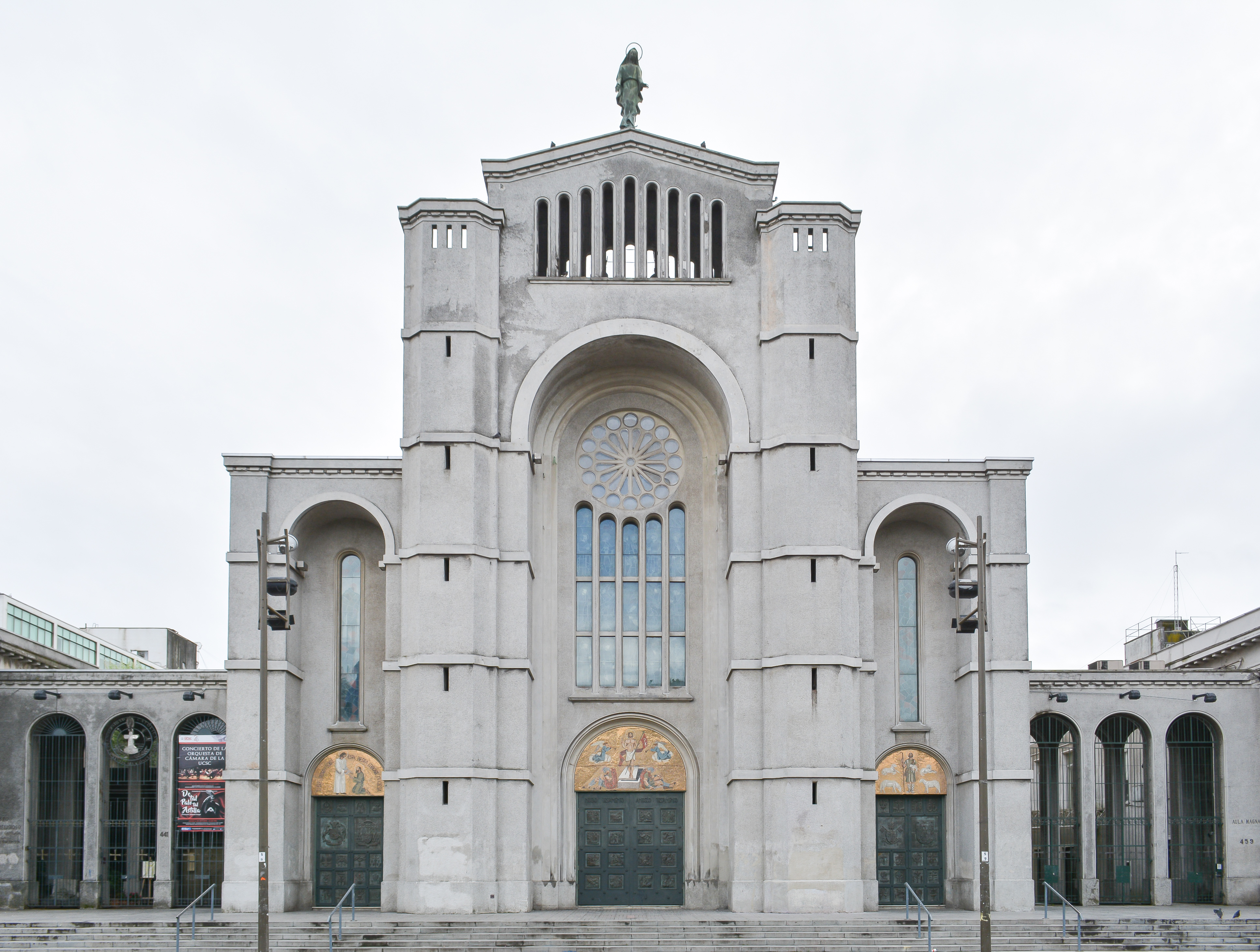
Vista da Catedral de Concepción.

A Catedral de Concepción é uma catedral católica e a sede da Arquidiocese de Concepción. Localiza-se no centro de Concepción. A catedral colonial foi levantada e terminada em 1964.